# Meru (Kenia)
Meru ist die Hauptstadt des Meru Countys in Kenia und war bis zur Gebietsreform 2010 die Hauptstadt des Meru Central Districts. 1999 lebten 42.677 Menschen in der Stadt.
Meru liegt am Fluss Katitha, am nordöstlichen Ausläufer des Mount Kenya. Sie liegt etwa 8 km nördlich des Äquators auf 1581 m Höhe in einem Gebiet mit Mischwald, Brachflächen, kleinen Dörfern, Ortschaften und Ackerland. Das Gebiet wird hauptsächlich von den Meru bewohnt.

Karte der Region

Die Stadt ist über eine befestigte Straße zu erreichen, entweder von Süden entlang der Ostseite des Mount Kenya, über Embu oder von Nordwesten über die West- und Nordflanke des Mount Kenya, über Nanyuki und Timau.
Die Stadt Meru ist ein Wirtschafts-, Landwirtschafts- und Ausbildungszentrum für den gesamten Nordosten Kenias. Es gibt Grund- und weiterbildende Schulen, darunter die Meru High School und die Kaaga Girls School. Weiter gibt es den Hauptcampus der Kenya Methodist University, das Meru University College of Science and Technology, das Meru Technical Training Institute und das Meru Teachers Training College.
Die Gegend ist ein wichtiger Standort für die Kaffeeproduktion. In Meru kann aufgrund der doppelten Regenzeit aufgrund der Äquatornähe zweimal jährlich Kaffee geerntet werden. Das Gebiet ist weitgehend in Händen von Kooperativen mit eigenen Kaffeefabriken. Meru ist auch ein Hauptanbaugebiet für Miraa (Kath).
In der Stadt liegt das Meru Museum.

## Söhne und Töchter der Stadt
- Lawi Imathiu (* 1932), Bischof der Methodist Church in Kenya
- Francis Muthaura (* 1946), Chef der Verwaltung und Vorsitzender des kenianischen Kabinetts
- Harry Mutuma Kathurima (* 1952), Diplomat